# Fertőmelléki-dombság
A Fertőmelléki-dombság vagy Balfi-tönk az Alpokalja egyik kistája Győr-Moson-Sopron vármegye, illetve az ausztriai Burgenland területén (Ruster Hügelland). A magyarországi részt tekintve 67 km²-es területű dombságot süllyedékes medencék sora veszi körül: keletről a Kisalföldhöz tartozó Fertő-medence, délről és délnyugatról az Ikva völgye, vagyis az Ikva-sík és a Soproni-medence, északnyugatról és északról pedig a Vulka-medence határolja.

## Földtan és domborzat
A Fertőmelléki-dombság földtani értelemben – noha az Ikva völgye, a Soproni-medence elválasztja tőle – a Soproni-hegység északkeleti nyúlványa, alaphegysége harmadidőszaki üledékes kőzetekből épül fel (lajtamészkő, szarmata mészkő, homokkő, konglomerátum stb.). Ezekre vályogos, löszös üledékek települtek az évmilliók során, de néhány tanúhegyen megfigyelhetőek kristályospala-kibukkanások is (Gödölye-bérc, 252 m; Réti-bérc, 234 m; Kő-hegy, 226 m). A kistáj nevezetes lajtamészkő-feltárása, egyben ipartörténeti emléke a fertőrákosi kőfejtő. Karsztjelenségekben, barlangokban nem bővelkedik a terület.
A délkelet felé enyhén lejtő, gyengén tagolt deráziós-eróziós dombság átlagos tengerszint feletti magassága 207 méter, legmagasabb pontja 327 méter, legalacsonyabb pontja 118 méter (Balfnál). A nyugati peremvidékén kialakult süllyedékes Kőhidai-medence némiképp tagoltabbá teszi a dombság felszínét. A kistáj a Rákos-patak és annak mellékvize, a Tómalom-patak vízgyűjtő területe, amelyek vize a Fertő tóba folyik. A bővízű források között említendő a fertőrákosi Nagy-forrás (900 l/min), valamint a Balf környékén a mélyből felbukkanó nátrium-kloridos, szulfátos keserűvízforrások: a 6–26 l/min közötti vízhozamú István-forrás, Wolfgang-forrás, Savanyúvíz-forrás, Fekete-forrás, Mária-forrás, Péter-forrás. Ezek gyógyászati célú hasznosítására épült ki a balfi gyógyüdülő.

## Éghajlat
A kistáj klímája mérsékelten hűvös, az évi középhőmérséklet 9,5–9,8 °C között alakul, a vegetációs időszak középhőmérséklete 15,7 °C. A sokévi hőmérsékleti átlag minimuma -14,8 °C, maximuma 32,5 °C. A fagymentes időszak április 22-től október 22-ig tart, hossza 181 nap. Az évi napsütötte órák száma sem haladja meg az 1800-at, ebből nyárra 702, télre 175 óra esik. Az éves csapadékmennyiség 640–660 mm között mozog, ezzel a mérsékelten száraz kistájak közé tartozik. A vegetációs időszak csapadékösszege 420 mm, a legtöbb egynapi csapadékot Fertőrákosnál mérték (80 mm). Az uralkodó szélirány az északnyugati, az átlagos szélsebesség a dombtetőkön eléri a 14–16 km/h-t. A hótakarós napok átlagos száma 45-50, az átlagos maximális hóvastagság 30–35 cm, az ariditási index 1,00-1,08 között változik.

## Talaj és növényzet

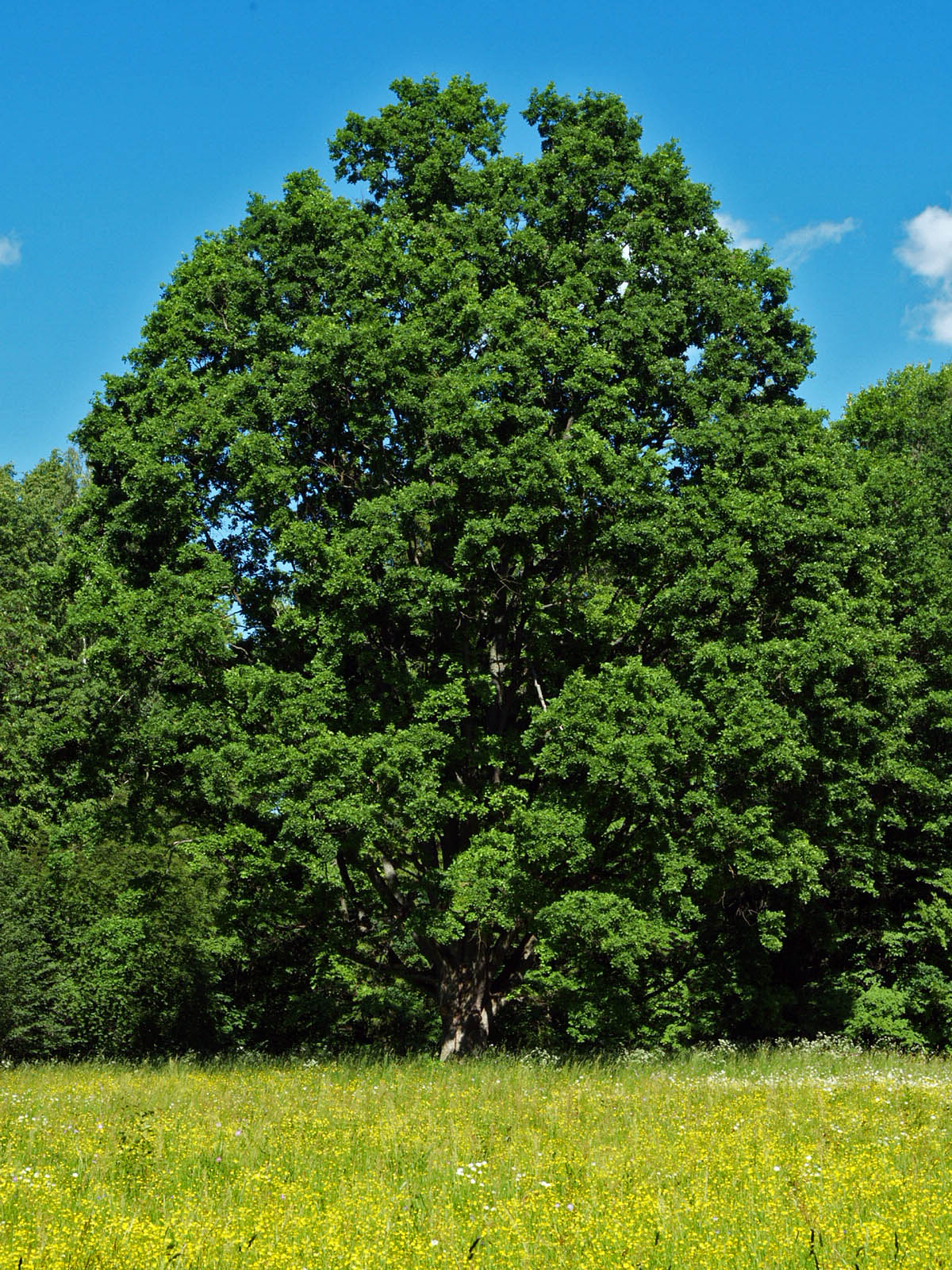
Tölgy, jellemző fafaj a dombság területén

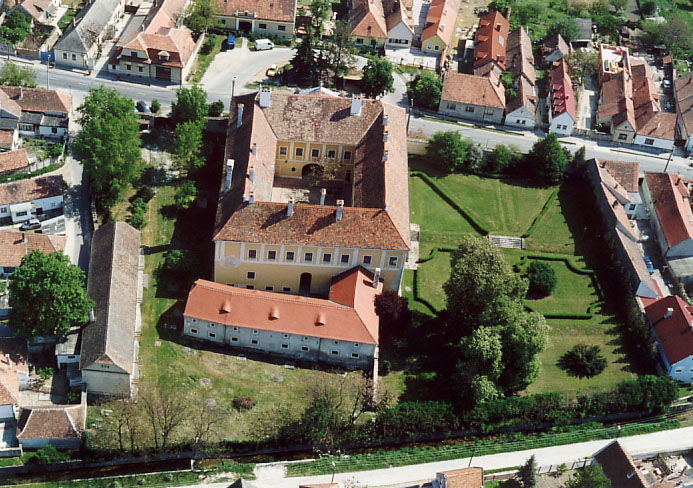
A fertőrákosi püspöki kastély

A felszín csaknem egészét különféle erdőtalajok borítják, így agyagbemosódásos barna erdőtalajok (a magyarországi terület 66%-án), barnaföldek (16%) és rendzinatalajok (16%). A barna erdőtalajok termőképessége gyenge, így javarészt ma is erdőterületek borítják, a barnaföldek vízgazdálkodása és termékenysége viszont egyaránt alkalmas szántó- és szőlőművelésre (a dombság a soproni borvidék része). Az említett talajtípusok mellett a Rákos-patak völgyét réti öntéstalaj borítja (az összterület 2%-a).
A Fertőmelléki-dombság potenciális erdőterület, természetes növénytársulásai a gyertyános–tölgyesek és a cseres-tölgyesek, de foltokban a mészkedvelő, illetve déli részein a mészkerülő tölgyesek is jellemzőek. A Kőhidai-medence területén egykor láprétek és ligeterdők terültek el. Az emberi tevékenység nyomán e természetes növénytakaró több helyütt megszűnt, s helyét leromlott erdőállomány, helyenként telepített akácosok és fenyvesek vették át. A kőbányászat a sziklagyepek és sztyeprétek elterjedését mozdította elő. Reliktumterületként maradt fenn a Kőhidai-medencében a Kistómalmi-láprét.
| Területhasznosítás* | Terület    | Területarány |
| ------------------- | ---------- | ------------ |
| Lakott terület      | 278,1 ha   | 4,2%         |
| Szántó              | 1 089,9 ha | 16,3%        |
| Kert                | 252,5 ha   | 3,8%         |
| Szőlő               | 1 184,9 ha | 17,8%        |
| Rét, legelő         | 1 043,0 ha | 15,6%        |
| Erdő                | 2 705,4 ha | 40,6%        |
| Vízfelszín          | 113,3 ha   | 1,7%         |

* A területhasznosítási adatok a kistáj Magyarországra eső területére vonatkoznak.

## Népesség
A Fertőmelléki-dombság magyarországi területének egyetlen önálló községe Fertőrákos, de itt található a Sopronhoz tartozó Balf és Sopronkőhida is. A terület népessége 4688 fő (2001), népsűrűsége kevéssel meghaladja az országos átlag felét (70,0 fő/km²). A 2001. évi népszámlálás szerint a lakosság háromnegyede római katolikus, emellett kisszámú református (2,7%) és evangélikus (1,3%) él a kistájon. A mintegy 90%-os részarányt kitevő magyarok mellett 8,1%-nyi német és 2%-nyi cigány kisebbség él a kistájon.
A kistáj ausztriai oldalának jelentősebb települése Szentmargitbánya (Sankt Margarethen im Burgenland).